# Robertus arcticus
Robertus arcticus là một loài nhện trong họ Theridiidae.
Loài này thuộc chi Robertus. Robertus arcticus được Ralph Vary Chamberlin & Wilton Ivie miêu tả năm 1947.